# Румока (Цехановський повіт)
Румока (пол. Rumoka) — село в Польщі, у гміні Гліноєцьк Цехановського повіту Мазовецького воєводства.
Населення — 246 осіб (2011).
У 1975-1998 роках село належало до Цехановського воєводства.

## Демографія
Демографічна структура станом на 31 березня 2011 року:
|          | Загалом | Допрацездатний вік | Працездатний вік | Постпрацездатний вік |
| -------- | ------- | ------------------ | ---------------- | -------------------- |
| Чоловіки | 131     | 27                 | 85               | 19                   |
| Жінки    | 115     | 19                 | 65               | 31                   |
| Разом    | 246     | 46                 | 150              | 50                   |